# Cecrope Barilli
Cecrope Barilli (Parma, 2 aprile 1839 – Parma, 23 giugno 1911) è stato un pittore italiano.

## Biografia
Nacque da Giuseppe Barilli ed Amalia Scorticati.
Spinto dal padre, iniziò giovanissimo a dedicarsi agli studi pittorici. Partecipò come volontario alla II guerra d'indipendenza, combattendo a Palestro.
Per completare la sua formazione artistica, soggiornò lungamente a Firenze (dove studiò i macchiaioli) e a Parigi, dove ebbe modo di frequentare Gustave Doré, ma dovette tornare in patria dopo lo scoppio della guerra franco-prussiana (1870).
Abile decoratore, la sua opera fu richiesta negli ambienti ufficiali romani e parmigiani (realizzò affreschi per la prefettura e la sala consigliare del palazzo municipale).

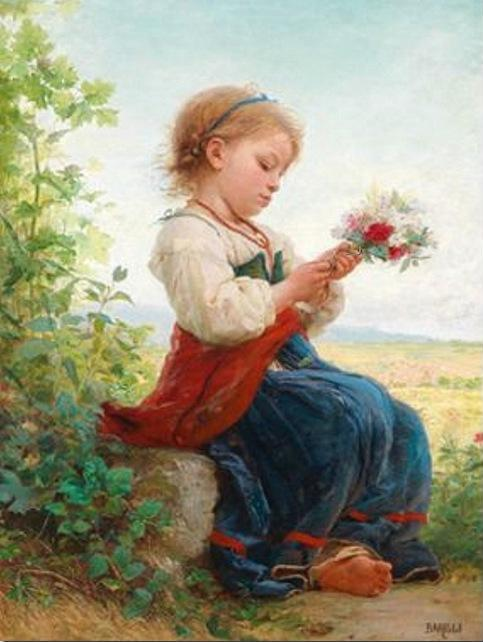
Giovane fanciulla romana con un mazzo di fiori (coll. privata)

Nel 1877 dipinse il sipario del nuovo Teatro Comunale di Montecarotto e nel 1885 la Sala Consiliare del palazzo del Comune di Parma con lo scenografo Girolamo Magnani. Nel 1889 venne nominato direttore dell'Accademia Parmense di Belle Arti, e l'anno seguente venne eletto consigliere comunale di Parma.
La maggior parte delle sue opere è oggi conservata presso collezioni private; alcuni dipinti sono esposti nella Pinacoteca Stuard, nella Galleria Nazionale di Parma e nel Museo Fondazione Cariparma.
Ebbe tre figli: Latino diventò un affermato pittore, Bruno un direttore d'orchestra e Arnaldo uno studioso di storia e arte locale.